# 敷城郡 (始光)
敷城郡，中国南北朝北魏设置的郡。
始光（424年—427年）初年，北魏太武帝置敷城郡，治所在敷城县（今山西省原平市西北）。辖境相当今山西省原平市一带。太平真君七年（446年）省，并入秀容郡。